# ランビネ美術館
ランビネ美術館(Musée Lambinet)は、フランスのヴェルサイユにあるヴェルサイユ市立の美術館である。

## 沿革
この美術館の建物は、元は上流階級の個人住宅として1750年に建設され、1929年に当時の所有者ランビネ家よりヴェルサイユ市に遺贈されたもの。1932年に美術館として開館し、2010年にリニューアルオープンした。建物自体と一階のサロンが、1944年にフランスの歴史的記念建造物に指定されている。

## コレクション
ランビネ美術館には35の部屋があり、16世紀から20世紀の絵画や彫刻、ヴェルサイユ市の歴史やフランス革命時の資料、装飾美術等が展示されている。
1932年の開館に際し、それまで市立図書館に収蔵されていた絵画、彫刻、その他小物や装飾品などをここに移して公開した。
収蔵品にはランビネ家のコレクションも含まれており、この建物を購入したヴィクトール・ランビネ、市に遺贈したナタリー・ランビネの肖像画や、エミール・ランビネ(1815-1877)(Fr)といった、ランビネ家出身の画家の作品も観ることができる。
実際に人が居住したことがうかがえる部屋に展示がなされている上、18世紀当時の上流階級の寝室や居間などを再現したフロアもあり、当時の住宅に迷い込んだような雰囲気が味わえる。

## 建築の特徴
- 所有者の夫婦がそれぞれ独立した居住スペースを持っている大きな邸宅と違い、全体に間取りが小さい。このことから、家族専用というよりは、親族や近しい人物を住まわせたり泊めるための用途があったのではと考えられている。このように邸宅を集合住宅として使う傾向は、18世紀以降出てきたとされる[4]。

- ファサードはペディメントを冠し、二人のプットが羊皮紙を支え、もう一人がコンパスでそこに図を描こうとしている建築のアレゴリーが彫刻されている[5]。

- 内装は、18世紀のボワズリー（木のパネルにレリーフを施した壁）が残る。

- 1885から1991年に、拡張工事を行い、19世紀に増築された部分も美術館にし、2010年の再オープン時には35部屋まで展示スペースが広がった。
- 通りに面した門から建物まではフランス式庭園が整えられている。

## 常設展示カタログ
Peintures du Musée Lambinet à Versailles, catalogue
Somogy éditions d'art, Paris, Musée Lambinet, Versailles, 2005, ISBN 2-85056-938-0.